# Drascalia praelonga
Drascalia praelonga (лат.) — вид жуков-усачей, единственный в составе рода Drascalia из подсемейства настоящих усачей (Cerambycinae). Распространён в Южной Америке: Аргентина и Чили. Впервые был описан в 1864 году под названием Drascalia praelonga Fairmaire & Germain, 1864 и выделен в отдельный род Drascalia Fairmaire & Germain, 1864. Серовато-коричневый жук, длина тела от 12 до 19 мм. От других родов трибы Achrysonini отличается следующими признаками: бока переднегруди с длинным шипом (длиннее педицеля), вершина загнута назад.